# Programmi dell'accesso
Programmi dell'accesso è un programma televisivo italiano autogestito da associazioni politiche, culturali, sindacali, religiose, etnico-linguistiche, introdotto dalla riforma della RAI del 1975 e trasmesso sotto la sigla di Spaziolibero.

## Storia
Spaziolibero nasce a seguito della riforma della RAI del 1975 che in questo modo andava a legittimare il proprio monopolio sul servizio pubblico radiotelevisivo attraverso l'apertura alle nuove tendenze sociali. Il programma, lanciato il 14 febbraio 1977, inizialmente andava in onda sulla Rete 2 alle 18:45 e poi anche sulla Rete 1 il lunedì alle 23:10 e il mercoledì alle 17:45 mentre da Rai 2 il sabato alle 09:00.
La conduzione era affidata in alternanza a diverse annunciatrici della Rai come Marina Morgan, Nicoletta Orsomando, Mariolina Cannuli, Rosanna Vaudetti, Maria Rita Viaggi, Ilaria Moscato e per ultima Alessandra Canale, che introducevano gli argomenti trattati nella trasmissione.
Il tema della sigla è tratto dal brano Ouverture dell'album Tommy degli Who. Questa sigla era inizialmente caratterizzata dall'animazione di un volatile stilizzato azzurro realizzato da Michele Spera e sostituito dal 1986 dalla lunga ripresa di un gabbiano, sul mare e nel tramonto. Durante la trasmissione compariva in basso a destra il logo dei Programmi dell'accesso (una lettera "A" inclusa in un quadrato), che sostituiva la scritta RAI per tutta la durata della puntata.
Da metà degli anni ottanta e fino agli inizi degli anni novanta, Spaziolibero fu trasmesso anche alla radio il lunedì su Radio 1 alle 13:20 e il sabato su Radio 2 alle 09:06 circa.
Andò in onda sulle reti Rai dal 1977 al 1995, venendo poi trasformato in 10 minuti di programmi per l'accesso. Nel 2012 Spaziolibero torna con una veste rinnovata e curata da Rai Parlamento. Dal settembre 2014 il programma va in onda su Rai 2, ogni giorno alle ore 9:50, e su Rai Radio 1, ogni giorno alle ore 23:45 circa.
Dal gennaio 2019, Spaziolibero Tv va in onda dal lunedì al venerdì alle ore 10:50 su Rai 3, mentre Spaziolibero Radio su Rai Radio 1 alle ore 23:45 circa. Attualmente va in onda dal lunedi al venerdi alle 11.10 su Rai 3. 

## Contenuti
Le trasmissioni vengono realizzate in modo autonomo da associazioni politiche, culturali, sindacali, religiose, etnico-linguistiche e sono regolate dalla Sottocommissione parlamentare per l'accesso (facente capo alla Commissione di vigilanza), a cui deve essere inoltrata la domanda per poter accedere. Il contenuto trasmesso - della durata di 10 minuti - viene realizzato in proprio dalle associazioni che possono anche usufruire dell'assistenza tecnica della Rai.
«Non si tratta di mettersi in concorrenza con la Rai ma di esprimersi il più liberamente e autenticamente possibile. I programmi dell'accesso non debbono scimmiottare i nostri, ma suggerire modi diversi di comunicazione e di espressione».
Nei confronti di questo originale format televisivo, così si espresse il critico Aldo Grasso: «Sarà involontario, sarà casuale, sarà indiretto ma in TV non si era mai visto tanto surrealismo. Chi ha il gusto dell'humour nero, della comicità esplosiva, delle letture aberranti, ogni giorno ha un motivo di sollecitazione. Verso le sette di sera o dopo il Tg della notte va in onda un vero e proprio festival dell'autogestione, del fatelo-da-voi, del dilettante allo sbaraglio. Se uno si lascia catturare dal fascino perverso di queste trasmissioni entra in un gorgo di piaceri proibiti, di fulminanti dialoghi, di memorabili inquadrature.»

## Trasmissioni in onda dal 22 febbraio al 19 dicembre 2022
| Nome associazione                                                             | Titolo puntata                                            | Rete  | Data             | Categoria                   | Tecnica di messa in onda            |
| ----------------------------------------------------------------------------- | --------------------------------------------------------- | ----- | ---------------- | --------------------------- | ----------------------------------- |
| Coldiretti                                                                    | Coldiretti: le sfide della pandemia                       | Rai 3 | 22 febbraio 2022 | Agroalimentare              | Esterna                             |
| Federfarma Servizi                                                            | La rete di distribuzione dei farmaci                      | Rai 3 | 23 febbraio 2022 | Medicina                    | Studio con intervista a ospiti. RVM |
| Associazione Diversamente ODV                                                 | Non arrendersi mai                                        | Rai 3 | 24 febbraio 2022 | Sociale, Autismo            | Esterna                             |
| Associazione nazionale bonifiche irrigazioni e miglioramenti fondiari - ANBI  | La cura delle acque per l'ambiente                        | Rai 3 | 25 febbraio 2022 | Ambiente                    | Studio con intervista a ospiti. RVM |
| Comunità di Sant' Egidio                                                      | La rete di solidarietà                                    | Rai 3 | 28 febbraio 2022 | Sociale                     | Esterna                             |
| Mecenati per l'arte, per il cinema, per lo sport                              | Macs: mecenati per i beni culturali                       | Rai 3 | 1º marzo 2022    | Arte                        | Esterna                             |
| Legambiente                                                                   | Legambiente: il ritorno della starna italica              | Rai 3 | 2 marzo 2022     | Ambiente                    | Esterna                             |
| Susan G. Komen Italia                                                         | Komen Italia: in prima linea per la salute delle donne    | Rai 3 | 3 marzo 2022     | Salute, donne               | Studio con intervista a ospiti. RVM |
| Associazione italiana malati sindrome di Sjogren                              | Una malattia da riconoscere                               | Rai 3 | 4 marzo 2022     | Medicina                    | Studio con intervista a ospiti. RVM |
| LFS Global care - Società cooperativa sociale                                 | LFS Global Care: la dolce forza del silenzio              | Rai 3 | 7 marzo 2022     | Sociale, Autismo            | Esterna                             |
| Gruppo familiari beta - sarcoglicanopatie                                     | La speranza della ricerca                                 | Rai 3 | 8 marzo 2022     | Medicina                    | Studio con intervista a ospiti. RVM |
| Associazione per l'invecchiamento attivo onlus                                | Auser: qualità della vita per la terza età                | Rai 3 | 9 marzo 2022     | Salute, anziani             | Studio con intervista a ospiti. RVM |
| Associazione mediterranea per la promozione e lo sviluppo del servizio civile | Amesci per i giovani: volontariato e formazione           | Rai 3 | 10 marzo 2022    | Educazione                  | Studio con intervista a ospiti. RVM |
| Istituto italiano della donazione                                             | Il dono sicuro                                            | Rai 3 | 11 marzo 2022    | Cittadini                   | Studio con intervista a ospiti. RVM |
| Cesvi Fondazione                                                              | La casa del sorriso                                       | Rai 3 | 14 marzo 2022    | Sociale                     | Esterna                             |
| Fondazione G. B. Bietti per lo studio e la ricerca in oftalmologia            | Al servizio della ricerca                                 | Rai 3 | 15 marzo 2022    | Medicina                    | Studio con intervista a ospiti. RVM |
| Associazione italiana segnaletica e sicurezza                                 | Codice della strada: le regole da rispettare              | Rai 3 | 16 marzo 2022    | Diritti                     | Studio con intervista a ospiti. RVM |
| Servizio cani guida dei Lions                                                 | Cani guida lions: gli occhi di un amico                   | Rai 3 | 17 marzo 2022    | Salute                      | Studio con intervista a ospiti. RVM |
| Fondazione cammino minerario di Santa Barbara                                 | Sardegna: il cammino di Santa Barbara                     | Rai 3 | 18 marzo 2022    | Lavoro, Ambiente            | Esterna                             |
| Associazione con i Fatebenefratelli per i malati lontani                      | AFMAL: solidarietà senza confini                          | Rai 3 | 21 marzo 2022    | Medicina                    | Studio con intervista a ospiti. RVM |
| Binario 95                                                                    | Binario 95: in partenza per una nuova vita                | Rai 3 | 22 marzo 2022    | Sociale, Donne              | Esterna                             |
| Associazione nazionale eliminazione balbuzie                                  | Aneb: terapie per la balbuzie                             | Rai 3 | 23 marzo 2022    | Medicina                    | Studio con intervista a ospiti. RVM |
| Movimento difesa del cittadino                                                | MDC: una rete a difesa dei consumatori                    | Rai 3 | 24 marzo 2022    | Diritti                     | Studio con intervista a ospiti. RVM |
| Centro di accoglienza Padre Nostro                                            | Padre Puglisi: un impegno che non si cancella             | Rai 3 | 25 marzo 2022    | Religione, Sociale          | Esterna                             |
| Unione Nazionale Pro Loco d'Italia                                            | UNPLI: la ripartenza delle proloco                        | Rai 3 | 28 marzo 2022    | Cultura                     | Studio con intervista a ospiti. RVM |
| Unione nazionale di imprese                                                   | Unimpresa: come reagire alla crisi                        | Rai 3 | 30 marzo 2022    | Lavoro                      | Studio con intervista a ospiti. RVM |
| Associazione Coro piccole colonne                                             | Coro piccole colonne: cantare per crescere                | Rai 3 | 31 marzo 2022    | Educazione                  | Esterna                             |
| Fondazione Giuseppe Di Vittorio                                               | Fondazione Di Vittorio: lavoro e conoscenza               | Rai 3 | 1º aprile 2022   | Politica, Lavoro, Sindacato | Esterna                             |
| Intercultura                                                                  | Intercultura: viaggiare per conoscere                     | Rai 3 | 4 aprile 2022    | Educazione                  | Esterna                             |
| Greenpeace                                                                    | La difesa del mare                                        | Rai 3 | 5 aprile 2022    | Ambiente                    | Esterna                             |
| Associazione PizzAut                                                          | Pizzaut: un premio per la passione                        | Rai 3 | 6 aprile 2022    | Sociale, Autismo, Lavoro    | Studio con intervista a ospiti. RVM |
| Associazione culturale elogio della poesia                                    | Elogio della poesia: il valore delle parole               | Rai 3 | 7 aprile 2022    | Letteratura                 | Studio con intervista a ospiti. RVM |
| Associazione Il centro del sorriso                                            | Il valore della musica                                    | Rai 3 | 8 aprile 2022    | Arte, Musica                | Esterna                             |
| Associazione Nazionale fra Lavoratori Mutilati e Invalidi del Lavoro - ANMIL  | Anmil: tutela a difesa dei lavoratori                     | Rai 3 | 11 aprile 2022   | Lavoro                      | Studio con intervista a ospiti. RVM |
| Associazione Futuridea                                                        | Un volano per lo sviluppo                                 | Rai 3 | 12 aprile 2022   | Cultura, Lavoro             | Esterna                             |
| Federazione Nazionale Diabete Giovanile                                       | Diabete giovanile: i diritti per i giovani atleti         | Rai 3 | 13 aprile 2022   | Salute                      | Studio con intervista a ospiti. RVM |
| Fondazione Ugo Spirito e Renzo De Felice                                      | Tra storia e tecnologia                                   | Rai 3 | 14 aprile 2022   | Politica, Storia            | Studio con intervista a ospiti. RVM |
| Lega Anti Vivisezione                                                         | LAV: dalla parte degli animali                            | Rai 3 | 4 luglio 2022    | Animali                     | Studio con intervista a ospiti. RVM |
| Giovani senza frontiere                                                       | Giosef: insieme oltre ogni confine                        | Rai 3 | 5 luglio 2022    | Sociale, Giovani            | Esterna                             |
| Pulcinella APS                                                                | Associazione pulcinella: l'arte di andare in scena        | Rai 3 | 6 luglio 2022    | Cinema                      | Esterna                             |
| Italia Nostra                                                                 | Trieste: la città frontiera tra passato e futuro          | Rai 3 | 7 luglio 2022    | Ambiente                    | Esterna                             |
| Arquata Potest                                                                | Arquata Potest: cicloturismo per la ripresa               | Rai 3 | 8 luglio 2022    | Ambiente                    | Esterna                             |
| Croce Rossa Italiana                                                          | Croce Rossa Italiana: sala operativa nazionale            | Rai 3 | 11 luglio 2022   | Cooperazione                | Esterna                             |
| Movimento per la lotta contro la fame nel mondo                               | MLFM: contro la fame e l'emarginazione                    | Rai 3 | 12 luglio 2022   | Cooperazione                | Esterna                             |
| Discover Cuomo impresa sociale                                                | Gragnano: pasta e cultura                                 | Rai 3 | 13 luglio 2022   | Lavoro                      | Studio con intervista a ospiti. RVM |
| Associazione italiana donne per lo sviluppo                                   | AIDOS: un impegno per le donne                            | Rai 3 | 15 luglio 2022   | Cooperazione, Donne         | Studio con intervista a ospiti. RVM |
| Unione nazionale di imprese                                                   | Unimpresa: le sfide per lo sviluppo                       | Rai 3 | 18 luglio 2022   | Lavoro                      | Studio con intervista a ospiti. RVM |
| Associazione nazionale bonifiche irrigazioni e miglioramenti fondiari - ANBI  | ANBI: in prima linea contro l'emergenza idrica            | Rai 3 | 19 luglio 2022   | Ambiente                    | Studio con intervista a ospiti. RVM |
| Greenpeace                                                                    | Greenpeace: agricoltura biologica e sostenibile           | Rai 3 | 20 luglio 2022   | Ambiente                    | Esterna                             |
| Confedilizia                                                                  | Confedilizia: riforma catasto e affitti brevi             | Rai 3 | 25 luglio 2022   | Diritti                     | Studio con intervista a ospiti. RVM |
| Concorso letterario nazionale Lingua Madre                                    | Concorso Lingua Madre: donne e integrazione               | Rai 3 | 26 luglio 2022   | Donne, Letteratura          | Esterna                             |
| Con i bambini impresa sociale                                                 | Femminicidio : le tutele per gli orfani                   | Rai 3 | 27 luglio 2022   | Sociale                     | Studio con intervista a ospiti. RVM |
| Federazione Nazionale Associazione Scuola Danza                               | Il mito a passo di danza                                  | Rai 3 | 7 novembre 2022  | Cultura, Spettacolo         | Esterna                             |
| Istituto italiano della donazione                                             | IID: tutti i volti del dono                               | Rai 3 | 8 novembre 2022  | Solidarietà                 | Studio con intervista a ospiti. RVM |
| Confraternite riunite di Orte                                                 | Confraternite e Orte: un legame millenario                | Rai 3 | 9 novembre 2022  | Religione, Sociale          | Esterna                             |
| Susan G. Komen Italia                                                         | Tumore al seno: una corsa per la prevenzione              | Rai 3 | 9 novembre 2022  | Medicina, Donne             | Studio con intervista a ospiti. RVM |
| Federazione Esperantista Italiana                                             | Esperanto: gemellaggi per la pace                         | Rai 3 | 10 novembre 2022 | Cultura                     | Esterna                             |
| Associazione italiana malati sindrome di Sjogren                              | Sjogren: ricerca e terapia per una sindrome rara          | Rai 3 | 11 novembre 2022 | Salute                      | Esterna                             |
| Associazione Coro piccole colonne                                             | Coro piccole colonne: una canzone per l’Europa            | Rai 3 | 14 novembre 2022 | Cultura                     | Esterna                             |
| Fondazione Archè                                                              | Fondazione Archè: una casa per ricominciare               | Rai 3 | 15 novembre 2022 | Violenza donne              | Esterna                             |
| Auser                                                                         | Auser: per gli anziani noi ci siamo                       | Rai 3 | 16 novembre 2022 | Volontariato, anziani       | Esterna                             |
| Associazione per il Policlinico                                               | Duomo di Milano: la salita del cuore                      | Rai 3 | 17 novembre 2022 | Medicina                    | Esterna                             |
| Associazione vita universale                                                  |                                                           | Rai 3 | 18 novembre 2022 | Religione                   | Autogestita                         |
| Associazione protezione diritti e libertà privacy                             | Privacy: la tutela dei dati personali                     | Rai 3 | 21 novembre 2022 | Diritti                     | Esterna                             |
| Koinè                                                                         | Koinè: percorsi di didattica sociale                      | Rai 3 | 23 novembre 2022 | Società, istruzione         | Studio con intervista a ospiti. RVM |
| Uniamo Federazione italiana malattie rare                                     | Uniamo: insieme per le terapie innovative                 | Rai 3 | 25 novembre 2022 | Medicina                    | Studio con intervista a ospiti. RVM |
| Fondazione cammino minerario di Santa Barbara                                 | Sardegna: il cammino minerario di Santa Barbara           | Rai 3 | 28 novembre 2022 | Ambiente                    | Esterna                             |
| Amurt                                                                         | Amurt: volontari nel mondo                                | Rai 3 | 29 novembre 2022 | Cooperazione                | Studio con intervista a ospiti. RVM |
| Centro Italiano Femminile                                                     | CIF: donne nell’arte                                      | Rai 3 | 30 novembre 2022 | Donne, Arte                 | Esterna                             |
| Seminario permanente di studi internazionali                                  | SSIP: studi internazionali per i giovani d’Europa         | Rai 3 | 1º dicembre 2022 | Cultura, Istruzione         | Esterna                             |
| Associazione disprassia e famiglie                                            | Disprassia: terapie e sostegni                            | Rai 3 | 2 dicembre 2022  | Salute                      | Studio con intervista a ospiti. RVM |
| Peter Pan ODV                                                                 | Associazione Peter Pan: il calore di una casa             | Rai 3 | 5 dicembre 2022  | Volontariato, infanzia      | Studio con intervista a ospiti. RVM |
| Associazione nazionale persone con malattie reumatologiche rare               | Malattie reumatiche: cure e assistenza                    | Rai 3 | 7 dicembre 2022  | Salute                      | Studio con intervista a ospiti. RVM |
| Movimento difesa del cittadino                                                | MDC: bollette e assistenza digitale                       | Rai 3 | 8 dicembre 2022  | Diritti                     | Studio con intervista a ospiti. RVM |
| Fondazione con il Sud                                                         | Fondazione con il Sud: progetti di sviluppo               | Rai 3 | 10 dicembre 2022 | Volontariato, Mafie         | Studio con intervista a ospiti. RVM |
| Forum permanente per il sostegno a distanza - ForumSaD                        | Forumsad: il tandem della solidarietà                     | Rai 3 | 12 dicembre 2022 | Cooperazione                | Esterna                             |
| Incontro fra i popoli Ong Onlus                                               | Incontro fra i popoli: solidarietà e cooperazione         | Rai 3 | 13 dicembre 2022 | Cooperazione                | Esterna                             |
| BeFree cooperativa sociale contro tratta, violenze e discriminazioni          | Befree: la casa della donne                               | Rai 3 | 15 dicembre 2022 | Violenza donne              | Studio con intervista a ospiti. RVM |
| Medici con l’Africa Cuamm                                                     | Camma: medici con l’Africa                                | Rai 3 | 16 dicembre 2022 | Cooperazione, Medicina      | Studio con intervista a ospiti. RVM |
| Fondazione Nilde Iotti                                                        | Nilde Iotti: passione e impegno per i diritti delle donne | Rai 3 | 19 dicembre 2022 | Politica, Donne             | Studio con intervista a ospiti. RVM |